# Identificazione di una donna
Identificazione di una donna è un film del 1982 diretto da Michelangelo Antonioni. Quarta e ultima collaborazione con Carlo Di Palma.
Presentato in concorso al 35º Festival di Cannes, ha valso al regista il Premio del 35º anniversario.
In questo film Tomas Milian recitò con la sua voce.

## Trama
Il regista Niccolò, in cerca di un nuovo soggetto cinematografico e di un volto femminile adatto, incontra Maria Vittoria detta Mavi, un'assistita di sua sorella ginecologa, con la quale instaura un'appassionante relazione. Purtroppo il loro rapporto si rivela fragile. L'interesse di lei per lui viene fortemente osteggiato dagli amici della donna, persone di ceto superiore - ed in particolare da un giovane misterioso, il quale, previo un appuntamento presso una gelateria, lo esorta a troncare la relazione.
Niccolò suppone che questi possa essere stato inviato dal vero padre di Mavi, che lei stessa ha sempre odiato e considerato come un mero amico di famiglia. Al ritorno in città dopo un viaggio in campagna, durante il quale Mavi accusa Niccolò di non saperla amare, ella scompare facendo perdere di sè qualsiasi traccia. Qualche giorno dopo l'uomo riceve la visita di suo nipote, il figlio della sorella, il quale gli suggerisce di realizzare un film di fantascienza.

## Colonna sonora
Antonioni ha scelto brani di musicisti d'avanguardia come John Foxx, i Japan e i Tangerine Dream, con il brano conclusivo dal loro lavoro Tangram (1980) ad accompagnare l'epilogo e i titoli di coda. Sono presenti due canzoni di Gianna Nannini, per la quale Antonioni dirigerà il videoclip del successo Fotoromanza nel 1984. In una scena appare Fausto Cigliano alla chitarra classica. Si sente anche il brano Soavesito di Henghel Gualdi e Massimo Casadei, che Antonioni volle interpretato da un coro di voci bianche.

## Riconoscimenti
- Festival di Cannes 1982
  - Premio speciale del 35º anniversario